# 第2屆金音創作獎
第2屆金音創作獎是2011年臺灣創作音樂的年度盛事之一，以表揚年度傑出的臺灣創作音樂從業人員。本屆增設爵士及節奏藍調等兩類獎項，且「最佳現場演出獎」入圍者於頒獎典禮現場輪番演出並採現場評分。頒獎典禮於11月5日晚上7時於南港101舉行，並在MTV頻道現場直播。

## 入圍暨得獎名單
以表示得獎者

### 傑出貢獻獎
文夏

### 評審團獎
無

## 外部連結
- 第2屆金音創作獎入圍名單 （页面存档备份，存于），文化部影視及流行音樂產業局.2011-10-07
- 第2屆金音創作獎得獎名單 （页面存档备份，存于），文化部影視及流行音樂產業局.2011-11-05